# Jantetelco (község)
Jantetelco egy község Mexikó Morelos államának keleti részén. 2010-ben lakossága kb. 15 600 fő volt, ebből mintegy 4600-an laktak a községközpontban, Jantetelcóban, a többi 11 000 lakos a község területén található 34 kisebb-nagyobb településen élt.

## Fekvése
A Vulkáni-kereszthegység hegyei között elterülő község területe északról déli irányba lejt, szélső pontjai között több száz méteres magasságkülönbség is van. Ennek megfelelően vízfolyásai (a Grande (San Francisco), a Hondo és a Las Garzas) is dél felé folynak. Területének több mint 80%-át a mezőgazdaság hasznosítja, a vadon 10%-nál, a rétek, legelők pedig 6%-nál is kevesebbet foglalnak el.

## Élővilág
A terület mezőgazdaság által nem művelt részeire főként az alacsony, lombhullató fák alkotta erdők jellemzők, fő fajai a zsakaranda, a Caesalpinia pulcherrima (tabachín), az Ipomoea arborescens (casahuate), a ceiba és a murvafürt. Az állatvilágot többek között a mosómedvék, az amerikai borzok, a bűzösborzfélék, az övesállatok, nyulak, prérifarkasok, a vörös hiúzok, a menyétek, a macskanyércek, az oposszumok, a denevérek, az Ortalis nem madarai, a szarkák és a hollókeselyűk képviselik.

## Népesség
A község lakóinak száma a közelmúltban gyorsan növekedett, a változásokat szemlélteti az alábbi táblázat:
| Év   | Lakosság |
| ---- | -------- |
| 1990 | 11 475   |
| 1995 | 13 000   |
| 2000 | 13 745   |
| 2005 | 13 811   |
| 2010 | 15 646   |

## Települései
A községben 2010-ben 35 lakott helyet tartottak nyilván, de nagy részük igen kicsi: 17 településen 20-nál is kevesebben éltek. A jelentősebb helységek:
| Település                  | Lakosság (2010) |
| -------------------------- | --------------- |
| Amayuca                    | 5287            |
| Jantetelco (községközpont) | 4645            |
| Chalcatzingo               | 2449            |
| Tenango                    | 1856            |
| San Antonio la Esperanza   | 234             |
| Santa Lucía                | 232             |